# 3154 Grant
För andra betydelser, se Grant.
3154 Grant eller 1984 SO3 är en asteroid i huvudbältet som upptäcktes den 28 september 1984 av den amerikanske astronomen Brian A. Skiff vid Anderson Mesa Station. Den har fått sitt namn efter den amerikanske presidenten Ulysses S. Grant.
Den tillhör asteroidgruppen Themis.